# Debra Morgan
Debra L. Morgan è un personaggio del romanzo La mano sinistra di Dio e della serie televisiva Dexter, in cui è interpretata da Jennifer Carpenter.

## Storia del personaggio
Debra viene inizialmente presentata come un'agente della Buoncostume sotto copertura. È la sorella adottiva di Dexter Morgan. 
I due sono molto affiatati, nonostante Dexter sia stato adottato dal padre di Debra quando lei era ancora piccola. La giovane è coinvolta in molte relazioni nel corso della serie. Dopo la morte della moglie del fratello, Rita, lo aiuterà a prendersi cura del figlio.
Sin da piccola è sempre stata un maschiaccio, tenace e sboccata, che agognava le attenzioni del padre e invidiava Dexter a causa del tempo che egli passava con Harry. 
A 16 anni la madre muore di cancro e da allora la giovane decide di diventare una detective come suo padre. Dunque, distrutta dalla morte del papà e ispirata dalla leggendaria carriera di Harry, segue i suoi passi e si arruola nella polizia di Miami, cercando disperatamente di diventare detective alla Omicidi; sarà invece inizialmente impiegata come agente della Buoncostume sotto copertura.

### Stagione 1
Debra è un personaggio furbo e capace, ma ancora insicura di sé, perciò si affida alle illimitate competenze del fratello per risolvere i casi più difficili. Inizialmente è assegnata alla Buoncostume, ma disperatamente tenta di farsi trasferire alla Omicidi. 
Successivamente il capitano Matthews la promuove, così inizia ad avere più fiducia in se stessa, affidandosi di meno alle abilità di Dexter. Debra inizia a frequentare Rudy Cooper, senza sapere che sia lui il Killer del Camion frigo. 
Alla fine Rudy le propone di sposarlo, Debra accetta, ma poi viene drogata e legata per avvicinare Dexter che avrebbe dovuto ucciderla col suo solito modus operandi. All'ultimo però, Dexter le salva la vita.

### Stagione 2
Debra è particolarmente fragile a livello emotivo, e sta ancora cercando di riprendersi dalla disavventura con Rudy Cooper. Pensa di non essere un buon detective poiché non si è accorta che il fidanzato era un serial killer, ma l'agente dell'FBI Frank Lundy la rassicura e nel frattempo instaurano una relazione romantica, che termina quando lui dovrà lasciare Miami.
Debra è sconcertata quando scopre che Dexter tradisce Rita col suo sponsor Lila Tournay, di cui è estremamente sospettosa; alla fine viene a sapere che vive negli Stati Uniti illegalmente e scopre la sua vera identità. Aiuta infine Dexter a salvare i figli di Rita da un incendio appiccato da Lila. La stagione si chiude con Debra che ha riguadagnato la fiducia in sé: è molto determinata a migliorare la sua carriera e ad ottenere il distintivo di detective.

### Stagione 3
Nella terza stagione Debra ha i capelli più corti e ha giurato di smetterla con gli uomini, l'alcool e le sigarette. Ora lavora con un nuovo partner, Joey Quinn, ma viene spesso avvicinata da un ufficiale degli affari interni che le dice che Quinn è sotto inchiesta per corruzione. Debra, tuttavia, si rifiuta di collaborare. Inizialmente fa parte del team che investiga sulla morte del fratello di Miguel Prado, ma a causa della sua mancanza di tatto e del poco savoir-faire con le persone viene sostituita da Angel Batista. Le viene assegnato un caso collegato al serial killer Lo Scorticatore e si avvale dell'aiuto di Anton Briggs, un informatore di Quinn col quale poi inizia una relazione, dopo avergli salvato la vita. Dopo il successo nel caso del killer, riceve il distintivo di detective.

### Stagione 4
Alla fine della terza stagione Dexter ha svelato a Debra che il loro padre aveva una relazione con una sua informatrice, così lei inizia ad investigare sul passato lavorativo di Harry, sperando di scoprire chi fosse l'amante. Una di queste cartelle conduce a Laura Moser. La sua relazione con Anton, intanto, ne soffre e quando Lundy ritorna per seguire il caso di Trinity Killer, va a letto con lui e ripristinano la loro relazione. Tuttavia un assalitore sconosciuto spara ad entrambi, portando Lundy alla morte. Dopo averne discusso con Vince Masuka ne deduce che a sparar loro non è stato colui di cui principalmente sospettava e, durante il giorno del ringraziamento a casa di Dexter, si ricorda di una conversazione avuta con Christine Hill rendendosi conto che non poteva sapere che Lundy era di fronte a lei quando le hanno sparato. In seguito la Hill confessa di aver ucciso Lundy, per poi suicidarsi. Infine, Debra scopre che Laura Moser era l'amante di Harry, nonché la madre biologica di Dexter. Quando glielo rivela, afferma che lui è una delle poche cose buone della sua vita.

### Stagione 5
Debra inizia una relazione con Quinn, mentre sono a casa di Rita per pulire il sangue. Lei e Quinn sono assegnati al caso delle "ragazze nei barili". Debra è profondamente legata al caso, e si occupa dello studio del DVD concernente gli stupri. Lei intuisce che Jordan Chase è coinvolto nel gruppo di criminali, ma non può provarlo perché non appare nel DVD. Comunque riesce a pedinarlo e scovarlo nel momento in cui Dexter e Lumen Pierce stavano per ucciderlo. Lei li intravede attraverso uno spesso telo di plastica e dice loro di dover chiamare la scena del crimine, però gli dà un'ora di vantaggio, poiché simpatizza l'idea dei Vigilantes e della donna sopravvissuta.

### Stagione 6
Nella sesta stagione la situazione sentimentale con Quinn non è delle più rosee, complice il fatto che il collega ha intenzione di sposarla. Tuttavia grazie al suo intervento per sventare un'aggressione, finisce sul web come eroina di Miami e così il capitano Matthews decide di promuoverla da detective a tenente, scavalcando persino il suo diretto superiore Batista. Nell'episodio finale della stagione Debra si rende conto di amare il fratellastro e, mentre lo cerca per confessarglielo, lo coglie in flagrante mentre è intento ad assassinare Travis Marshall.

### Stagione 7
In questa stagione Debra viene a conoscenza della reale indole del fratello. Dopo averlo aiutato a coprire l'assassinio del Killer dell'Apocalisse, dapprima tenta di reprimere gli istinti di Dexter, poi capisce che a volte il "codice" del fratello si può applicare a chi davvero se lo merita. Inizia una relazione con lo scrittore Sal Price, che sta scrivendo un libro su Hannah McKay. Quando Price muore, per mano di Hannah, Debra tenta in tutti i modi di incastrarla, e perciò viene presa di mira dall'assassina, rischiando di morire in un incidente stradale dopo essere stata avvelenata. Dopo aver arrestato Hannah, con l'aiuto di Dexter, María LaGuerta scopre che lei è stata complice del fratello nell'incendio della chiesa e quando Dexter inscena la morte del capitano di polizia, Debra sceglie di uccidere LaGuerta anziché il fratello.

### Stagione 8
Dopo sei mesi dall'omicidio di LaGuerta, si scopre che Debra ha lasciato il dipartimento di polizia di Miami e che lavora per l'ufficio investigativo Elway. Ha allontanato da sé il fratello e si è rifugiata nell'alcol e nella droga. Durante una missione sotto copertura viene malmenata da un sicario e si vendica uccidendolo, chiedendo poi aiuto a Dexter per manomettere le prove. Dopo alcune sedute di psicoanalisi con la dott.ssa Vogel, decide di suicidarsi e allo stesso tempo di uccidere Dexter, dirottando l'auto in un lago. Tuttavia poi esce dall'auto e salva la vita al fratello.
Quando finalmente il legame con Dexter si ricuce, e insieme fermano un pericoloso serial killer, c'è il ritorno di Hannah McKay che destabilizza i due. Dapprima Debra tenta di darle la caccia, coinvolgendo Elway, poi decide di aiutarla a fuggire in Argentina col fratello. In accordo con Dexter decide di consegnare Oliver Saxon alla polizia, ma quando quest'ultimo fugge le spara e viene portata in ospedale. Durante l'intervento chirurgico avviene una complicazione e a causa di un coagulo viene colpita da un ictus. Dexter, durante i disordini causati dall'uragano Laura, stacca la spina del respiratore di Debra e getta il corpo privo di vita in mare.

## Personalità
È nota per essere estremamente sboccata e per tutte le profanità che dice. Questo le causa diversi problemi poiché si rivolge in questo modo ai suoi superiori, per poi accorgersene dopo e scusarsi. È molto irascibile e frustrata quando ci sono dei sospetti, soprattutto se riguardano le persone a lei care. Spesso sembra incapace di controllare i propri impulsi ed è sovente sull'orlo delle lacrime. Quando scopre che Dexter era il fratello di Brian Moser, alias il Killer Del Camion Frigo, seppur sorpresa non giudica Dexter per la sua parentela col serial killer, e afferma che Dexter è stata una delle cose migliori che ci sono state nella sua vita, perché l'ha motivata a essere migliore per entrambi. Dopo aver scoperto la natura di vigilante di Dexter, inizialmente ne rimane spaventata credendo di poter sopprimere la natura assassina di Dexter, tuttavia scopre che Dexter non può reprimere tale natura che infondo il fratello ha solo ucciso criminali pericolosi sfuggiti alla giustizia, ergo ciò che ha fatto può essere considerato un male necessario se può proteggere degli innocenti. Lentamente comincia ad accettare la natura oscura di Dexter e decide di proteggerlo da chi vorrebbe fargli del male, capendo che a dispetto della doppia vita segreta del fratello questi l'ha sempre protetta e le ha sempre voluto bene, e che il padre voleva solo proteggere entrambi facendo in modo che Dexter potesse usare la sua natura assassina per eliminare farabutti senza scrupoli e proteggere vite innocenti.

## Relazioni sentimentali

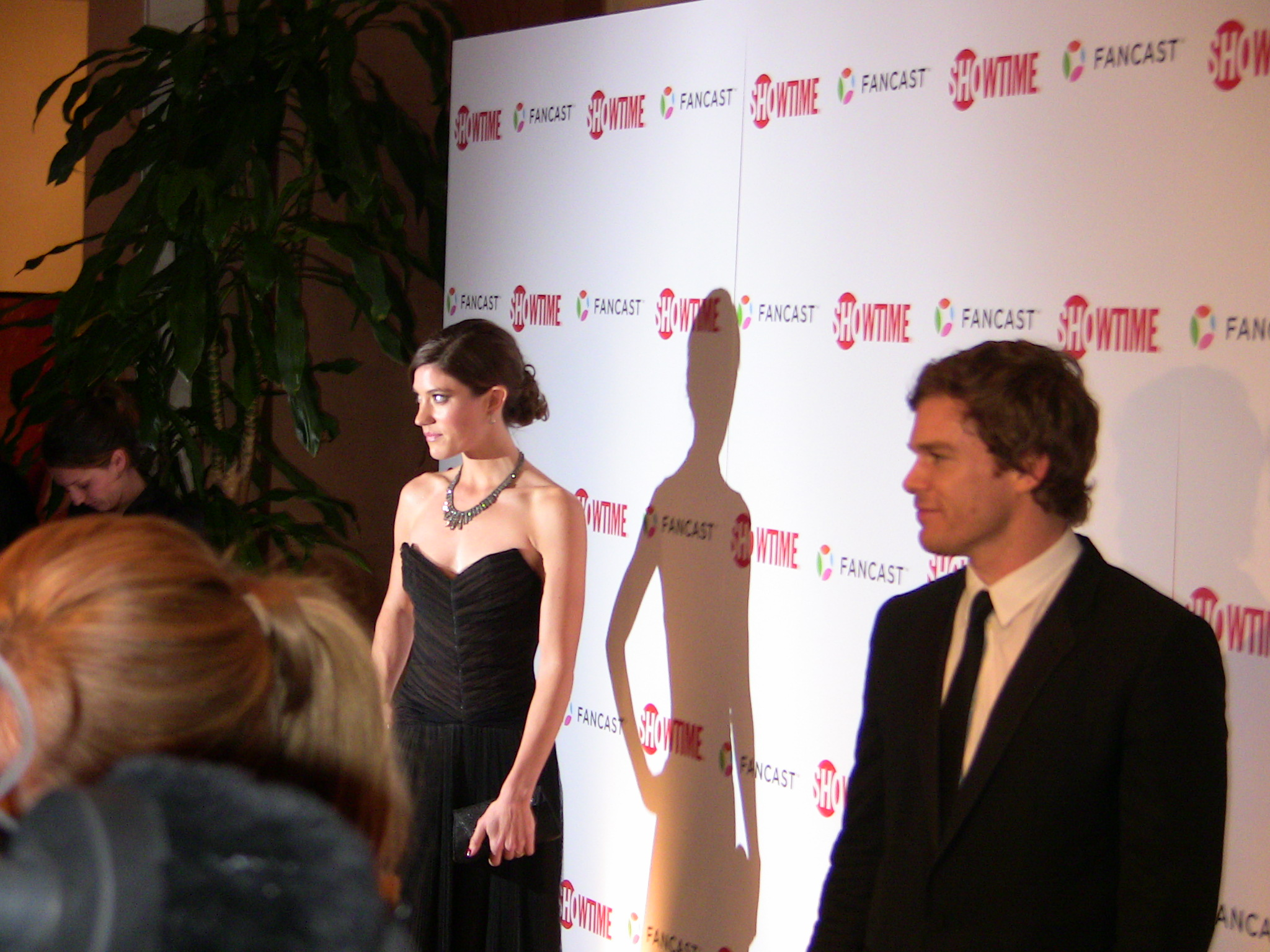
Jennifer Carpenter (sullo sfondo) assieme a Michael C. Hall (in primo piano) ai Golden Globe 2009

Debra ha avuto parecchie relazioni infelici con gli uomini. Il suo primo fidanzato era un meccanico di nome Sean, che poi si è scoperto essere già sposato. Dopo ha iniziato a frequentare Rudy Cooper, rapporto culminato nel suo rapimento al fine di esserne uccisa. In seguito inizia ad uscire con Gabriel, un ragazzo della palestra, ma sospetta che la stia usando per sfruttare la notorietà del Killer del Camion frigo. Finita la loro storia, inizia il suo rapporto con Frank Lundy, un uomo che ha 20 anni più di lei e sembra anche avere i tratti di una figura paterna, ma per il quale sembra avere il ruolo di una compagna temporanea per il periodo delle indagini: poco dopo essersi riconciliati, Frank viene ucciso. Debra ha quindi una relazione col proprio informatore Anton Briggs. Sfumata la loro storia, la giovane ha rapporti col proprio partner Joey Quinn: entrambi attraversano vari gradi di consapevolezza e desiderio e pare che la relazione ai sviluppi verso qualcosa che vada oltre il solo sesso. Quando tuttavia Quinn chiede a Debra di sposarlo, inconsapevolmente in contemporanea con la promozione della donna a tenente, la risposta di lei è negativa e la loro relazione finisce. Durante le sedute con la psicologa della polizia, che deve incontrare per aver ucciso in servizio, Debra si rende conto di essere innamorata del fratellastro Dexter e che le sue scelte in fatto di uomini sono ricadute sempre su persone uguali a lui o completamente diverse. L'ultimo flirt di Debra è quello con lo scrittore Sal Price, che però verrà ucciso da Hannah McKay. In ultimo la donna ritorna per un breve periodo insieme al collega Quinn.

## Differenze dal romanzo
Nei libri il nome del personaggio è "Deborah", ed è descritta come voluttuosa, in contrasto con quel che appare in TV. Ne La mano sinistra di Dio Deborah scopre che suo fratello è un serial killer e sembra che lo accetti, anche se a volte è combattuta tra il suo amore verso il fratello ed il suo senso di giustizia. Nella serie, Debra per lungo tempo non sa dell'attività di Dexter e si suppone che non sia capace di gestire tale conoscenza; tuttavia nell'ultimo episodio della sesta stagione è testimone dell'omicidio di un serial killer da parte di Dexter.
Al termine di Dexter il delicato, Deborah è incinta del suo fidanzato, Kyle Chutsky. In Doppio Dexter Deborah è diversa rispetto ai romanzi precedenti: a causa della nascita del figlio Nicholas è diventata meno sboccata e manesca, sorprendendo non poco suo fratello Dexter.

## Critica
Jennifer Carpenter ha impressionato molto la critica per la sua interpretazione della sorella del protagonista. Il giornalista Jack Marx la descrive come «forte e sgraziata» e «così perfetta che molti spettatori scambiano le imperfezioni del personaggio per quelle dell'attrice».
Per la sua interpretazione è stata nominata a tre Saturn Awards come miglior attrice non protagonista in televisione nel 2007, nel 2008 e nel 2010, e ha vinto l'Award nel 2009.